# Rhianna
Rhianna, nome artístico de Robin Hannah Louise Kenny (Leeds, Yorkshire, Inglaterra, 7 de Janeiro de 1983), é uma cantora britânica de R&B.

## Biografia
Filha de David e Linda Kenny, Rhianna iniciou sua carreira como parte da banda de seu irmão como vocalista da banda, LSK, mas saiu em carreira solo. Ela assinou um contrato com a gravadora Sony Music para gravar seu álbum debut, Get On. Rhianna foi bastante popular no Reino Unido e Irlanda com seu primeiro single, Oh Baby, mas terminou a sua carreira solo, quando o seu segundo single não teve êxito no UK Singles Chart.
Rhianna apoiou Beverley Knight em sua turnê britânica 2003, após o fracasso do segundo CD Rhianna formou uma banda chamada Fleurona. Mas não deu muito certo só fazendo 2 músicas, agora usa o nome de Freckles.

## Discografia

### Álbuns
| Ano  | Álbum | Posições de chart | Posições de chart | Faixas |
| Ano  | Álbum | UK Albums Chart   | Japão             | Faixas |
| ---- | --- | ----------------- | ----------------- | --- |
| 2002 | Get On - Primeiro álbum de estúdio - Lançado: - 16 de Setembro de 2002 (Reino Unido) - 31 de Outubro de 2002 (Japão) | -                 | -                 | 1. "Oh Baby" 2. "Word Love" 3. "Moon Is Blue" 4. "Get On" 5. "I Love Every Little Thing About You" 6. "Damm" 7. "Justify" 8. "Girlfriend" 9. "TLND" 10. "Romeo and Juliet" |

### Singles
- "Oh Baby" (2002) - UK #18
- "Word Love" (2002) - UK #41
- "I Love Every Little Thing About You" (2003) - UK#86